# Baudrémont
Baudrémont település Franciaországban, Meuse megyében. Lakosainak száma 41 fő (2022. január 1.). Baudrémont Courcelles-en-Barrois, Gimécourt, Kœur-la-Petite, Levoncourt és Lignières-sur-Aire községekkel határos.

## Népesség
A település népességének változása:
| Lakosok száma | 54   | 50   | 48   | 47   | 53   | 52   | 50   | 45   | 44   | 41   |
|               | 1968 | 1982 | 1990 | 2006 | 2013 | 2015 | 2017 | 2019 | 2020 | 2022 |